# Антоніо Руїс
Антоніо Руїс (ісп. Antonio Ruiz, нар. 31 липня 1937, Мурсія) — іспанський футболіст, що грав на позиції півзахисника. По завершенні ігрової кар'єри — тренер.
Виступав, зокрема, за клуб «Реал Мадрид», а також молодіжну збірну Іспанії.
Чотириразовий чемпіон Іспанії. Володар Кубка Іспанії. Чотириразовий володар Кубка чемпіонів УЄФА. Володар Міжконтинентального кубка.

## Клубна кар'єра
У дорослому футболі дебютував 1956 року виступами за команду «Реал Мадрид», у якій провів сім сезонів, взявши участь у 64 матчах чемпіонату. За цей час чотири рази виборював титул чемпіона Іспанії, ставав володарем Кубка чемпіонів УЄФА (також чотири рази), володарем Міжконтинентального кубка.
Згодом з 1962 по 1968 рік грав у складі команд «Депортіво», «Малага» та «Реал Мурсія».
Завершив ігрову кар'єру у команді «Кастельйон», за яку виступав протягом 1968—1970 років.

## Виступи за збірну
У 1960 році залучався до складу молодіжної збірної Іспанії. На молодіжному рівні зіграв в одному офіційному матчі.

## Кар'єра тренера
Розпочав тренерську кар'єру відразу ж по завершенні кар'єри гравця, 1970 року, очоливши тренерський штаб клубу «Реал Мурсія Б».
У 1981 році став головним тренером команди «Гранада», тренував клуб з Гранади один рік.
Згодом протягом 1986–1986 років очолював тренерський штаб клубу «Реал Ов'єдо».
Протягом тренерської кар'єри також очолював команди «Реал Мадрид Кастілья», «Лас-Пальмас», «Ельче», «Ельденсе» та «Логроньєс».
Наразі останнім місцем тренерської роботи був клуб «Гвадалахара», головним тренером команди якого Антоніо Руїс був з 1997 по 1998 рік.

## Титули і досягнення
- Чемпіон Іспанії (4):

«Реал Мадрид»: 1956-1957, 1957-1958, 1960-1961, 1961-1962
- Володар Кубка Іспанії (1):

«Реал Мадрид»: 1961-1962
- Володар Кубка чемпіонів УЄФА (4):

«Реал Мадрид»: 1956-1957, 1957-1958, 1958-1959, 1959-1960
- Володар Міжконтинентального кубка (1):

«Реал Мадрид»: 1960